# Oltmann-Werft
Die Oltmann-Werft war eine Werft in Motzen. Sie lag unmittelbar am linken Ufer der Unterweser.

## Entstehung
In Motzen lebte die Schiffbauerfamilie Oltmann, die vom Schiffszimmermannbaas Dierk Oltmann (1712–1788) begründet wurde. 1826 lieferte der Schiffbauer Claus Oltmann in Motzen den Kahn Anna ab, dieses Jahr gilt als Gründungsdatum der Oltmann-Werft in Motzen. Auf den Oltmann-Werften in Motzen, Bremen, und St. Magnus entstanden in der Folgezeit bis 1870 viele hölzerne Segelschiffe. Der Schiffbauplatz wurde danach von Diedrich Focke übernommen, der hier bis 1892 Schiffe baute.

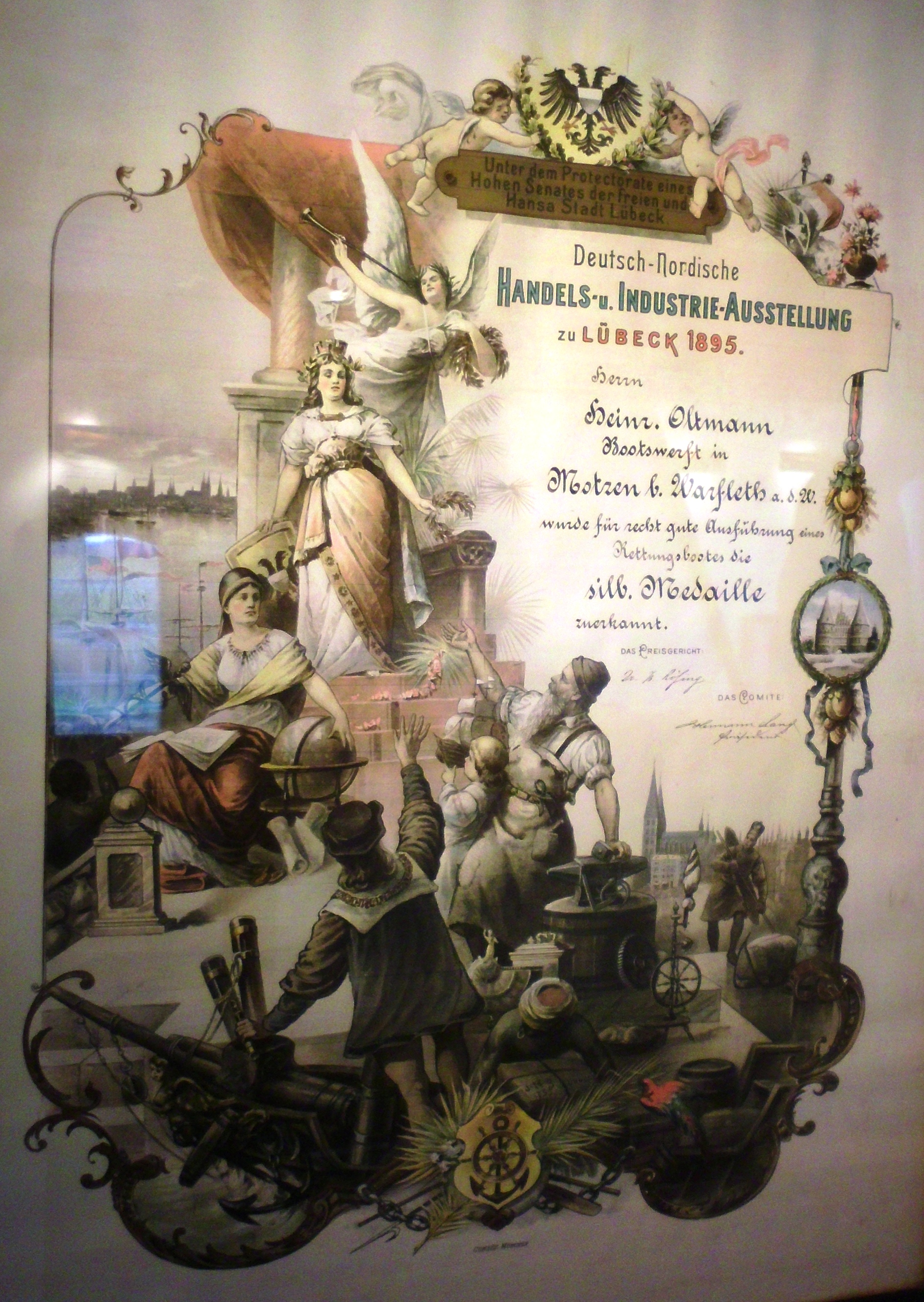
1895, Urkunde über die Silbermedaille zur Industrieausstellung in Lübeck

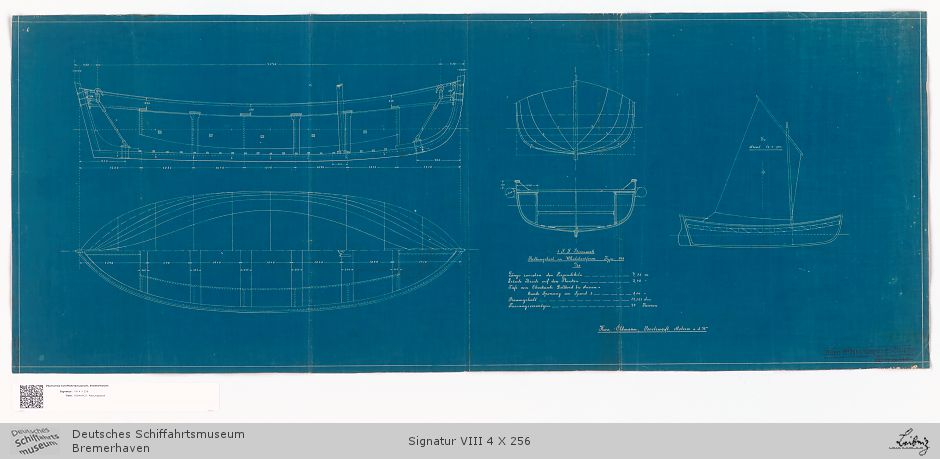
Digitalisiert für das Projekt DigiPEER: Rettungsboot Typ 391 für 49 Personen von der Werft H. Oltmann, gebaut für die SS Bismarck

## Werft in Motzen
Der Schiffszimmermannbaas Dierk Oltmann (1712–1788) begründete die Schiffbauerfamilie Oltmann, obwohl von ihm keine Neubauten aktenkundig wurden. Das Jahr 1826 gilt als Gründungsdatum der Oltmann-Werft in Motzen, in diesem Jahr wurde von Claus Oltmann der Kahn Anna mit dem Rauminhalt von sechs Lasten, das entspricht etwa zwölf Tonnen, abgeliefert. Außer dem Kahn Anna entstanden unter Claus Oltmann in der Folgezeit bis 1830 insgesamt sechs Schiffe auf dem Schiffbauplatz in Motzen, ein weiterer Kahn, eine Galiot und drei Kuffs.

### Diedrich Oltmann sen., (1830–1840) und Heinrich Oltmann (1841–1845)
Anschließend übernahm Diedrich Oltmann sen. die Werft in Motzen und führte sie von 1830 bis 1840. Es entstanden unter seiner Leitung rund 25 vorwiegend kleine hölzerne Segelschiffe von 25 bis 100 Lasten. Es waren vorwiegend Kuffs, Galioten, eine Brigg, ein Schoner und ein Vollschiff. Die Motzener Oltmann-Werft wurde von 1841 bis 1845 von Hinrich Oltmann weitergeführt, der sie 1844 an Diedrich Oltmann übergab.

### Diedrich Oltmann jr., (1840–1845)
Diedrich Oltmann eröffnete 1840 in Bremen eine Werft. Die Werft in Motzen wird von Hinrich Oltmann weitergeführt. Anscheinend wird die Bremer Werft wegen der zunehmenden Weserversandung schon 1844 wieder aufgegeben. Es wurden daher nur wenige Schiffe, Briggs, Galioten und Schoner, gebaut. Anscheinend ist er bereits 1844 oder 1845 nach Motzen zurückgekehrt und führte hier den Schiffbau weiter.

### Diedrich Oltmann jr. und Oltmanns Witwe, Motzen (1845–1868), St. Magnus (1861–1868)
Am Standort Bremen baute Diedrich Oltmann jr. von 1840 bis 1844 mehrere hölzerne Segelschiffe für Bremer Reeder. Die Schiffe, es waren Galioten und Schoner-Galioten, hatten Platz für 30 bis 60 Lasten. 1845–1848 übernahm Diedrich Oltmann wieder die Motzener Oltmann-Werft, danach, etwa ab 1850 wurde die Werft von seiner Witwe bis 1868 weitergeführt. In diesem Zeitraum nahmen die Schiffe in ihrer Vermessung stark zu und erreichten über 800 Registertonnen (RT). Die Bark Baltimore mit 814 RT wurde an den Reeder A. Böninger in Geestemünde abgeliefert. Aber auch sehr bekannte Reeder wie Diedrich Heinrich Wätjen (Bremen) oder Bischoff (Vegesack) gehörten zu den Kunden der Oltmann-Werft. Neben Briggs, Barken und Schoner wurden auch Vollschiffe, ein Feuerschiff, seinerzeit als Leuchtschiff bezeichnet und einen Fischkutter abgeliefert. Von 1861 bis 1868 hatte Oltmanns Witwe außerdem den ehemaligen Werftbauplatz von G. H. Rischmüller in St. Magnus, (heute ein Ortsteil von Burglesum, einem Stadtteil von Bremen) gepachtet. Hier entstanden in dieser Zeit etwa zehn Schiffe für Bremer und Hamburger Reeder von 200 bis 500 Registertonnen.

## Diedrich Focke, Motzen (1870–1876)
Die Oltmann-Werft in Motzen baute bis 1870 fast 100 Segler. Der Schiffbauplatz wurde danach von Diedrich Focke gepachtet und 1876 gekauft. Es wurden etwa zehn Schiffe gebaut, als letztes Schiff entstand hier 1892 der Ewerkahn Johanne, danach sind keine Neubauten mehr verzeichnet.

## Hinrich Oltmann, Rönnebeck und Motzen (1847–1919)
Hinrich Oltmann, der Bruder von Diedrich Oltman eröffnete 1847 eine Werft in Rönnebeck. Hier entstanden rund 50 Schiffe, vorwiegend Galiots und Briggs für Eigner aus dem Umland. Nach seinem Tod führte die Witwe die Werft weiter. Die Werft bestand bis 1919 als H. Oltmann Nachf., in den letzten Jahren wurden u. a. Minenräumboote gebaut. Bekannt wurde die Werft durch die Herstellung von hölzernen Rettungsbooten.